# Minaret de Philippe Suchard

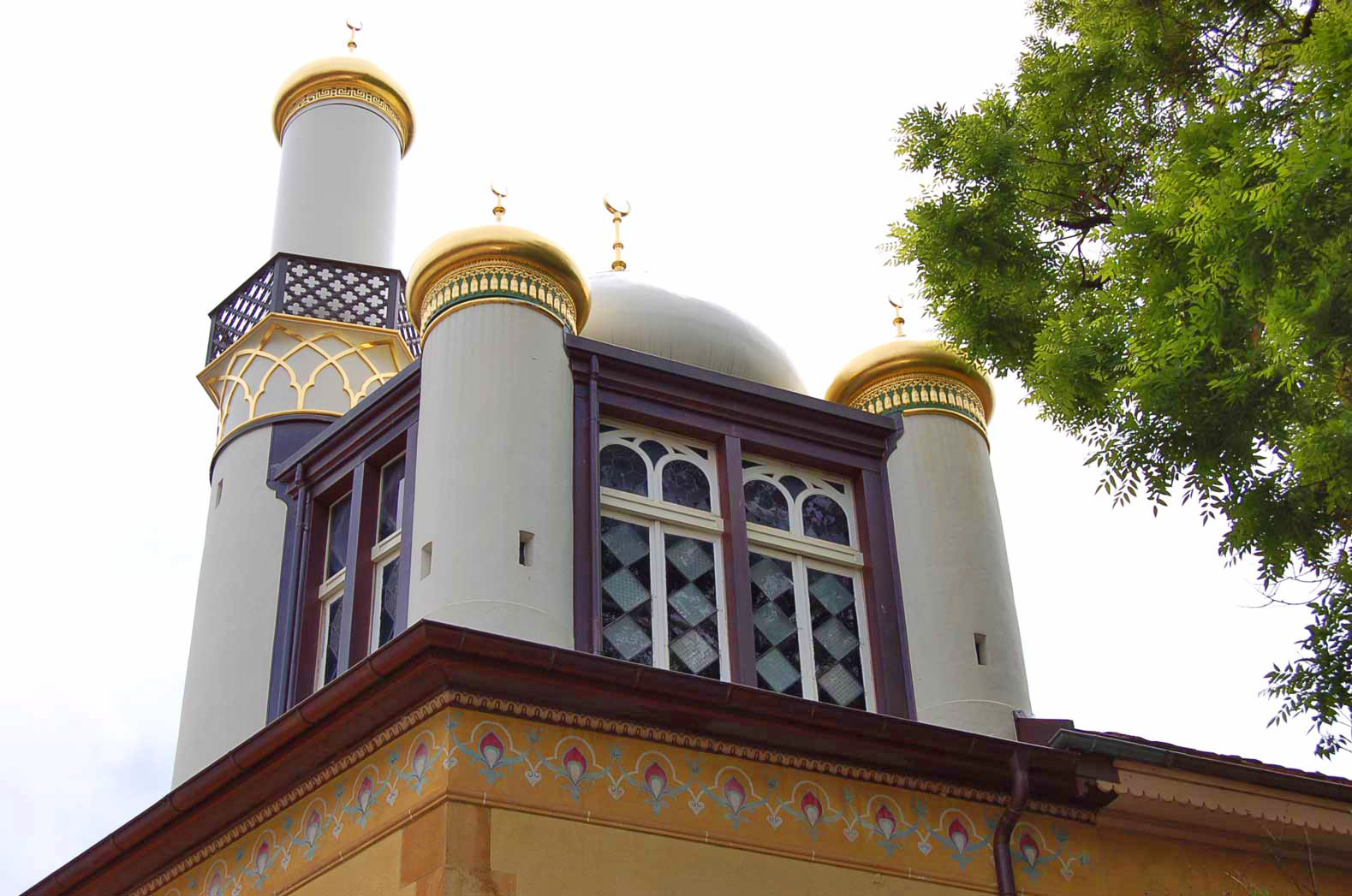
Le minaret de Philippe Suchard à Serrières.

Le Minaret de Philippe Suchard est une construction orientalisante construite à Serrières dans le canton de Neuchâtel vers 1868. Réalisé par l'architecte Louis-Daniel Perrier, il domine la chocolaterie Suchard. Sans vocation religieuse, ce minaret témoigne du goût pour l'Orient de Philippe Suchard, patron et fondateur de la chocolaterie du même nom. Cette réalisation est prolongée en 1873 par une fontaine à encadrement mauresque. 

## Conception
Philippe Suchard, fondateur de la Chocolaterie Suchard, était un grand voyageur qui a notamment parcouru les États Unis, l'Europe et le bassin méditerranéen. De retour du Proche-Orient, il confie à l'architecte Louis-Daniel Perrier le soin de coiffer sa résidence, une banale maison villageoise sans cachet qui domine la chocolaterie, d'un belvédère d'inspiration orientale qui prendra le nom de minaret ; Louis-Daniel Perrier n'a alors jamais signé aucune construction orientalisante,,.

## Description

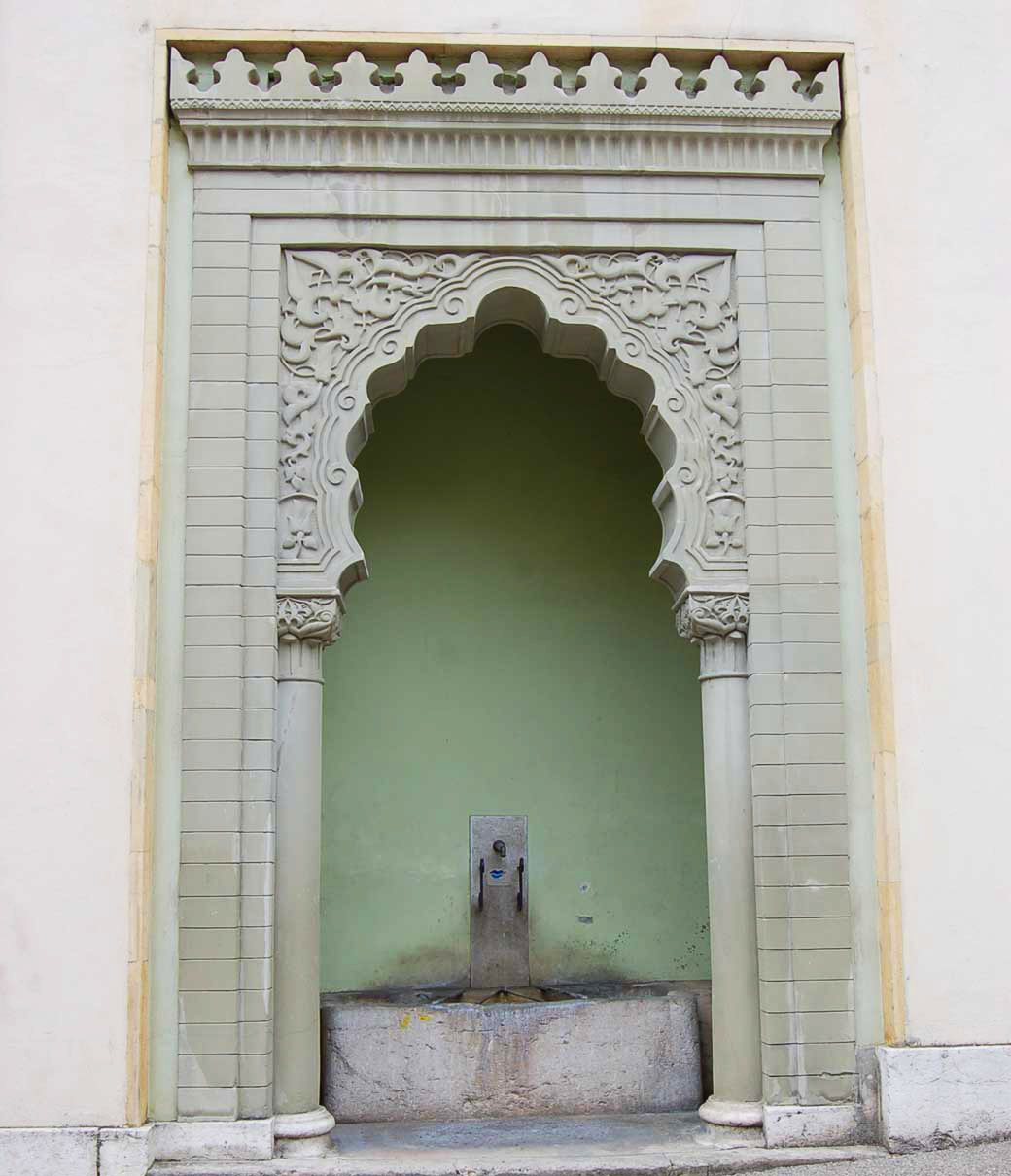
La fontaine construite en 1873.

Le minaret abrite un petit cabinet au décor d'inspiration mauresque réalisé par les peintres bernois Giraudi et Erhard qui ne connaissaient pourtant pas les décors orientaux et n'en maîtrisaient pas les codes. Tributaires de traditions locales en termes de boiseries, ils ont essayé de donner une touche orientale au décor d'ensemble.
Les sources d'inspiration du minaret sont difficiles à définir. Les coupoles de diverses tailles renvoient à l'architecture moghole et ottomane. L'aménagement intérieur rappelle les kiosques stambouliotes et les niches arrondies des angles s'inspirent des cheminées du palais de Topkapı.
En 1873, Suchard demande à Perrier de compléter sa création par une fontaine à encadrement mauresque à l'occasion du remaniement complet des immeubles administratifs et industriels de la chocolaterie. L'architecte aménage une niche qui abrite un ancien bassin rehaussé d'une arcature inspirée de l'Alhambra,.

## Fonction
Cette construction atypique n'a suscité aucune controverse au sein des autorités neuchâteloises, le minaret étant considéré comme une fantaisie d'ordre privé. À une époque où de nombreux industriels manifestent leur réussite dans des constructions de prestige ostentatoires, Suchard ne fait pas de son minaret l'emblème de son entreprise. Les petites dimensions du local excluent d'ailleurs les fonctions de représentation fréquemment dévolues aux fumoirs et salons turcs.

## Galerie

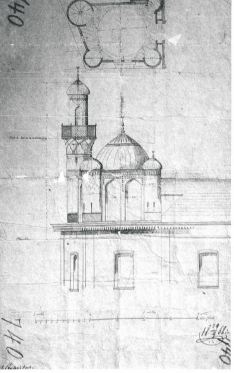
Plan et élévation du minaret.
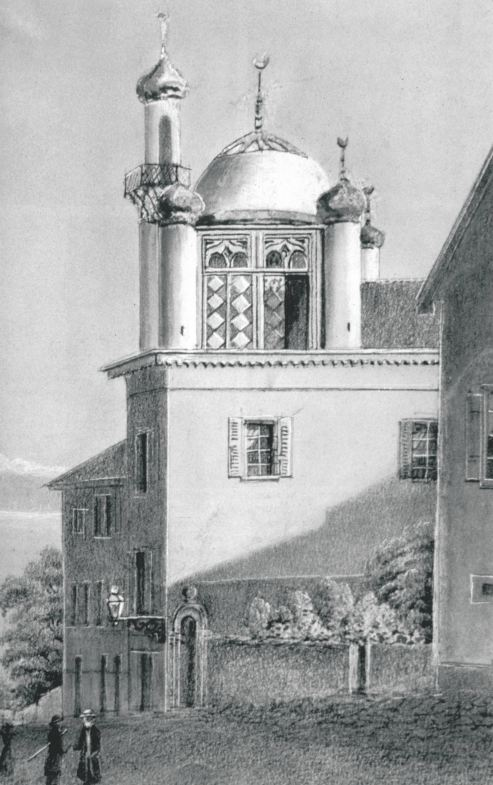
Gravure du XIXe siècle.
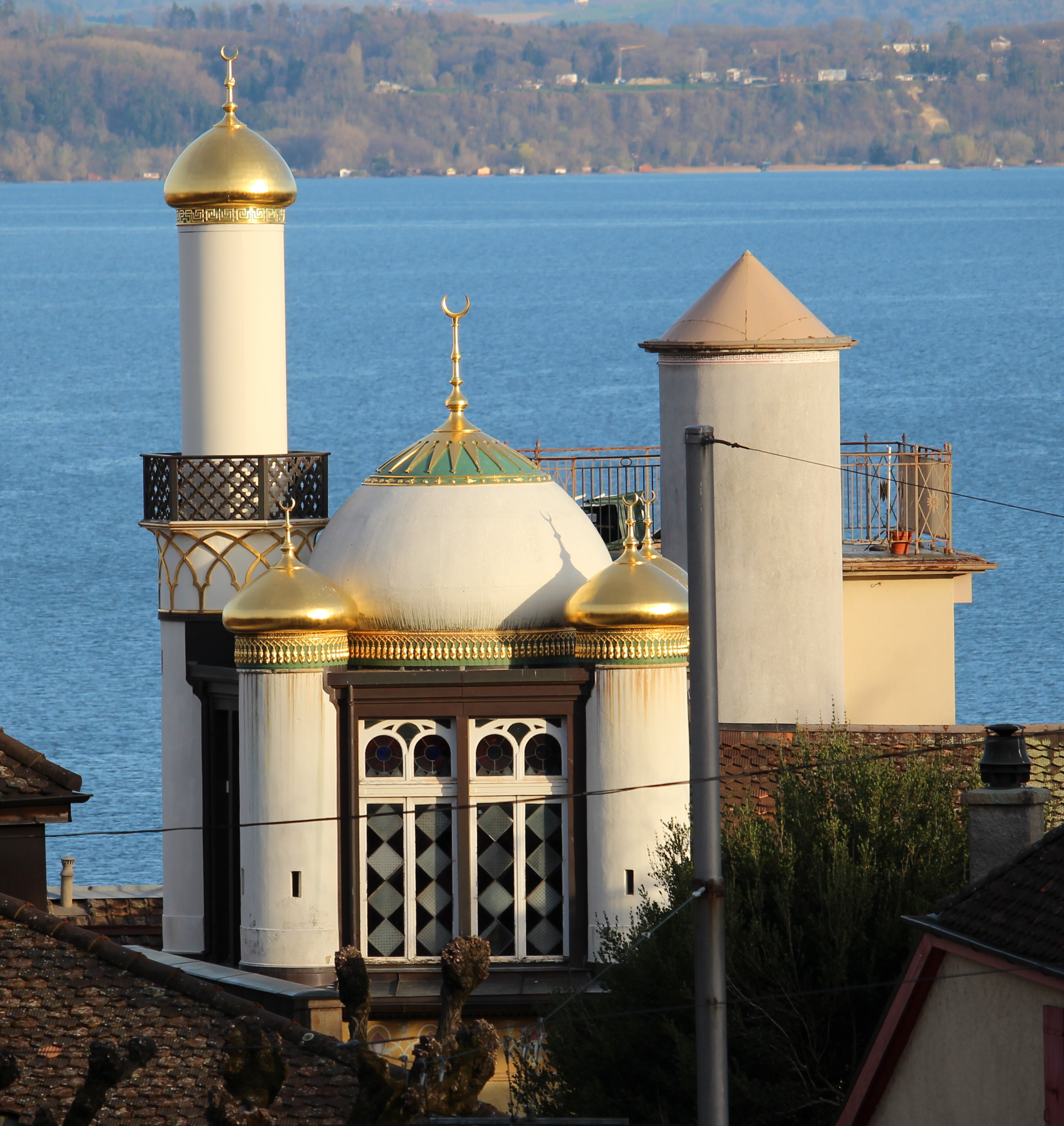
Le minaret et le lac de Neuchâtel.
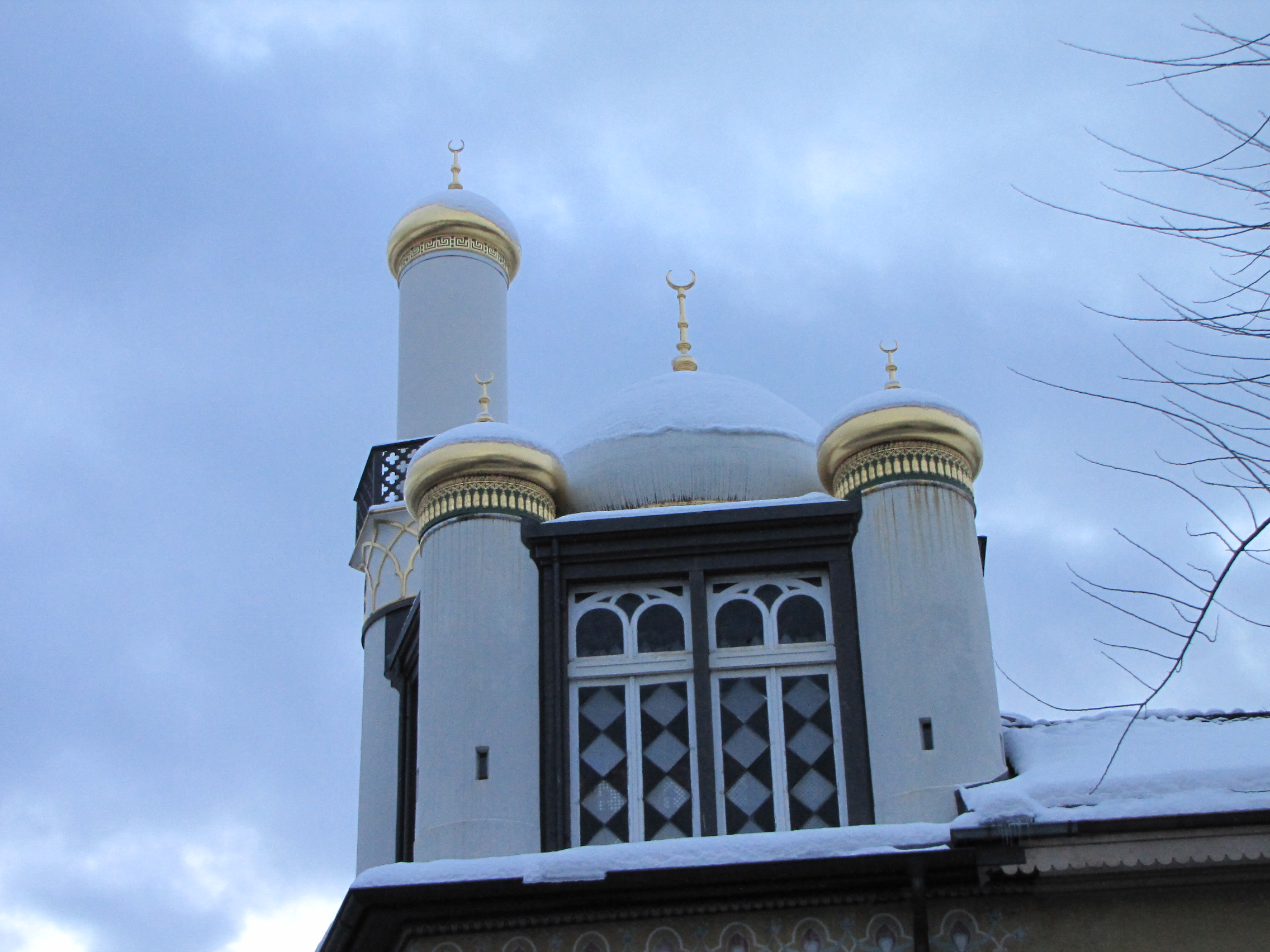
Le minaret sous la neige.